# 真生会富山病院
真生会富山病院（しんせいかいとやまびょういん）は、富山県射水市にある医療法人真生会が運営する病院である。

## 概要
出典→
- 病床数 - 99床
- 職員数 - 489名（看護師169名、診療助手42名、2020年2月時点）
- 看護配置 - 一般病棟：7対1、地域包括ケア病棟：13対1
- その他 - 救急診療体制、全科訪問診療、健診センター、真生会デンタルクリニック、訪問看護ステーションこころ、セカンドホームほのか（住宅型有料老人ホーム）、託児施設併設

## 診療科
- 内科
- 外科
- 小児科
- 整形外科
- 耳鼻咽喉科
- 皮膚科
- アイセンター（眼科）[2]
- 麻酔科
- 心療内科
- 精神科
- 神経内科
- 放射線科
- 泌尿器科
- 消化器内科
- 呼吸器内科
- リハビリテーション科
- 腎臓内科
- 血液内科
- 循環器内科
- 糖尿病・代謝内科
- 緩和ケア内科
- 形成外科
（22科）

## 沿革
1988年11月に『真生会富山医院』として創立。1992年9月に医療法人となり、2000年4月に本館が竣工し、現在の『真生会富山病院』となった。

## アクセス
- あいの風とやま鉄道線小杉駅より車で10分（射水市コミュニティバスも運行あり）、高岡駅より車で20分[4]。
- 北陸新幹線新高岡駅より車で15分[4]。